# Hiperszöveg
A szorosabb értelemben vett hiperszöveg (angolos írásmóddal: hipertext vagy hypertext) egy nemlineáris, sokközpontú (heterarchikus), digitális közegben hálózatosan épülő, nyitott vagy zárt (szöveg-)rendszer.
A hiperszöveg kiterjesztése a hipermédia, amikor a szöveg például audiovizuális és egyéb elemekkel, objektumokkal bővül.

## Történelem
A hiperszöveget megelőzően is sok tudós fáradozott azon, hogy a világ összes információját egybetömöríthesse, utat vágva ezzel a fejlődésnek az élet minden terén. Így születtek meg az első szótárak, enciklopédiák, lexikonok, amikben hivatkozások mutatnak a további, témába vágó cikkekre. A világban létező rengeteg információ rendszerezése ügyében már a 20. század elején elkezdtek dolgozni, hogy megtalálják az információk kezelésének helyes módját, ekkor még szinte csak írásos formában.
A hiperszöveg történelme valójában 1945-ben kezdődött, amikor Vannevar Bush közölt egy cikket az Atlantic című amerikai (kulturális) újságban „As We May Think” („Ahogy mi gondolkodhatunk”) címmel. Ebben a „Memex” nevű jövőbeli gépről írt, ami – leírása szerint – egy asztalba van építve, és képes megjeleníteni bármit egy könyvtári archívumból, továbbá képes bennük szavakra keresni, mint hiperhivatkozás. Ezen írás több tudósra is nagy hatással volt.
A „hiperszöveg” kifejezést először Theodor H. Nelson, a digitális környezetben alkalmazott hiperszöveges módszer atyjának tanítványa használta, 1965-ben. A hiperszöveges, hipermediális tartalmak megjeleníthetőségének lehetőségeivel, módszereivel már e fogalmak megjelenése előtt számos író, filozófus és kutató foglalkozott, mint például Jorge Luis Borges, Roland Barthes, Jacques Derrida, Michel Foucault és mások.
A hiperszöveg és a hipermédia elterjedéséhez döntő mértékben hozzájárult a számítógépes dokumentum-kezelés megjelenése és az internet térhódítása.  A hipermédia jelentős hatást gyakorol az interaktivitás alakulására, fejlődésére.

## Alkalmazási előnyök
A (szöveg)rendszer elemeit, objektumait, csomópontjait úgynevezett hiperhivatkozásokkal köthetjük össze, a hiperszöveg használata tehát interaktivitást feltételez, hiszen lényege is ebben rejlik. Tehát a szöveg különböző részeit egyszerűen össze lehet kapcsolni, (mint például egy lexikonban), de szerkesztése is logikusabb.
További fontos előnye, hogy a hiperszöveg nem úgy szerkeszthető, mint a papírlapon lévő, „hagyományos társa”: a szöveg legkisebb egységei itt nem a tollvonások, lenyomatok, hanem valóban a betűk, számok, írásjelek. Ezzel válik a hiperszöveg egyszerűen felbonthatóvá, írhatóvá, másolhatóvá, törölhetővé.